# Effet Lense-Thirring

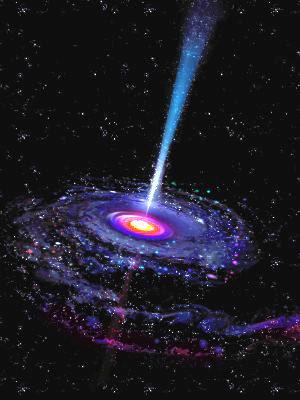
Vue d'artiste d'un trou noir en rotation, autour duquel l'effet Lense-Thirring devrait être significatif.

L'effet Lense-Thirring (aussi appelé précession Lense-Thirring ou frame-dragging en anglais) est un phénomène astrophysique de faible ampleur prédit par la relativité générale d'Albert Einstein et qui aurait un effet significatif autour d'objets en rotation très rapide et dans un champ gravitationnel extrêmement fort, comme un trou noir de Kerr. Il s'agit d'une correction relativiste apportée à la précession gyroscopique d'un corps dont la masse et la vitesse angulaire appartiennent à un ordre de grandeur qui échappe à la mécanique newtonienne.
Pour obtenir la précession totale d'un tel corps, il est nécessaire de combiner la précession de Sitter, qui tient compte de la déformation de l'espace-temps intrinsèque à un corps stable, avec la précession de Lense-Thirring, qui tient compte de la déformation complémentaire de l'espace-temps par ce même corps lorsqu'il est en rotation.
Outre le fait de valider finement une des prédictions de la relativité générale, une meilleure compréhension de ces effets permet, notamment, de mieux cerner le cadre d'une hypothétique théorie quantique de la gravitation.

## Histoire
Les éponymes de l'effet Lense-Thirring sont les physiciens autrichiens Josef Lense (1890-1985) et Hans Thirring (1888-1976), qui l'ont prédit en 1918 dans leurs travaux sur la relativité générale.

## Explication intuitive

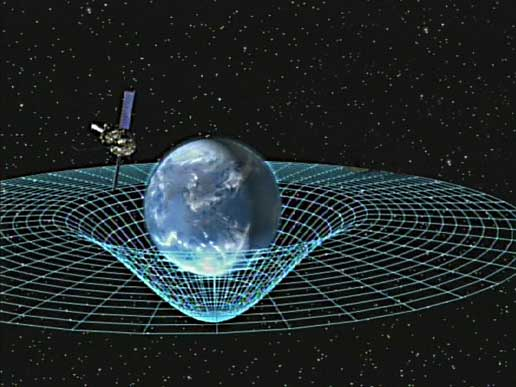
Illustration de l'effet géodétique.

Selon la mécanique newtonienne, la gravitation exercée par un corps se propage instantanément et ne dépend que de la distance entre les corps s'influençant, ceci étant cohérent avec le principe suivant lequel deux corps en mouvement « perçoivent » l'espace de la même manière (mêmes mesures de distance). Dans ce cadre, l'effet de la gravitation exercée par un corps se propage instantanément à tout l'espace et n'est pas influencé par son mouvement mais par sa distance aux autres corps.
En relativité restreinte, un corps en mouvement par rapport à un observateur n'est pas perçu avec les mêmes mesures que s'il était immobile par rapport à lui, et toute émission de ce corps est perçue comme modifiée (effet Doppler par exemple). De même, un cercle en rotation est vu comme ayant sa circonférence réduite, mais pas son rayon, et un effet Doppler est perceptible pour toute émission d'onde : la rotation d'un corps sur lui-même en modifie sa géométrie perçue par l'observateur (outre son aplatissement aux pôles), et donc la géométrie de toute émission. Mais tout ceci n'est perceptible que pour des vitesses relativistes. Ainsi, en relativité générale, quand un corps est en rotation sur lui-même, en plus de l'effet gravitationnel qui modifie la géométrie de l'espace-temps, sa rotation aussi modifie cette géométrie et ceci s'appelle l'effet Lense-Thirring.
Par exemple :
Imaginons un satellite tournant autour de la Terre. Selon la mécanique newtonienne, s'il n'y a aucune force externe appliquée au satellite mis à part la gravité de la Terre, assimilable à une force de gravité issue du centre de la Terre, il continuera de tourner éternellement dans le même plan, peu importe si la Terre tourne sur elle même ou non. Selon la relativité générale, la rotation de la Terre sur elle-même a une influence sur la géométrie de l'espace-temps, de sorte que le satellite subit lui-même une petite précession de son plan de rotation, dans la même direction que la rotation de la Terre.

## Expériences

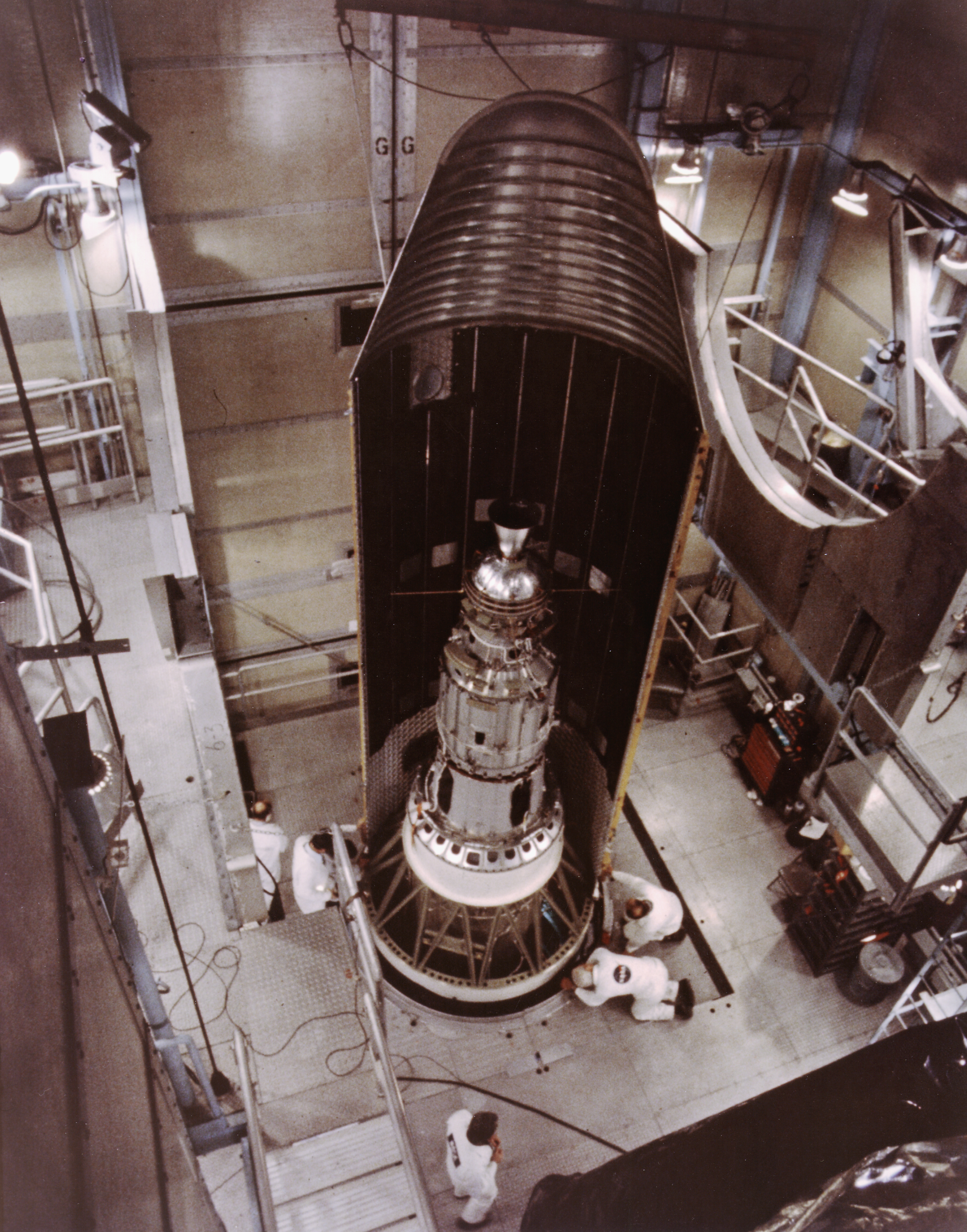
LAGEOS-1 à l'intérieur de sa capsule.

L'effet Lense-Thirring est extrêmement faible. Cela implique qu'il est observable seulement autour d'un objet en rotation avec un très fort champ gravitationnel, comme un trou noir. L'autre possibilité est de construire un instrument extrêmement sensible.
La première expérience menée en ce sens a été celle du satellite LAGEOS (Laser Geodynamics Satellite), conçu par la NASA et lancé le 4 mai 1976. Il a été remplacé par LAGEOS-2 le 23 octobre 1992. Construit par l'Agence spatiale italienne sur les plans du précédent, qui a été placé sur orbite lors de la mission STS-52 de la navette spatiale américaine. Ces deux expériences auraient permis de mesurer l'effet Lense-Thirring, mais la précision de ces observations est sujette à controverses,,,. G. Renzetti a publié en 2013 un article de synthèse sur les tentatives visant à mesurer l'effet Lense-Thirring utilisant des satellites de la Terre. 
Le satellite Gravity Probe B, lancé en 2004 par la NASA, a confirmé en 2011 la présence de cet effet, avec les ordres de grandeur prévus par la relativité générale.
Le satellite LARES (Laser Relativity Satellite), développé par l'Italie et lancé le 13 février 2012 par un lanceur Vega de l'ESA, devrait permettre d'obtenir une précision de 1 % sur la mesure, bien que tous ne soient pas de cet avis,,,,,,,,,,,.

## Formalisme
L'effet Lense-Thirring est mis en évidence par une métrique. Celle-ci est une solution approchée de l'équation tensorielle fondamentale de la relativité générale. Elle décrit le champ gravitationnel à l'extérieur d'une sphère en rotation et dont la densité est constante. Sa forme est :
{\displaystyle \mathrm {d} s^{2}=c^{2}\left(1-{\frac {2GM}{c^{2}r}}\right)\mathrm {d} t^{2}-\left(1+{\frac {2GM}{c^{2}r}}\right)\delta _{jk}\mathrm {d} x^{j}\mathrm {d} x^{k}+{\frac {4G\epsilon _{jkm}J^{k}x^{m}}{c^{2}r^{3}}}\mathrm {d} t\mathrm {d} x^{j}},
où :
- {\displaystyle t} est la coordonnée de temps ;
- {\displaystyle x} sont les coordonnées d'espace ;
- {\displaystyle \delta _{jk}} est le symbole de Kronecker ;
- {\displaystyle \epsilon _{jkm}} est le symbole de Levi-Civita ;
- {\displaystyle c} est la vitesse de la lumière dans le vide ;
- {\displaystyle G} est la constante gravitationnelle ;
- {\displaystyle M} est la masse ;
- {\displaystyle J} est le moment cinétique.

Elle s'écrit, :
{\displaystyle {\begin{aligned}\mathrm {d} s^{2}&=c^{2}\left(1-{\frac {2GM}{c^{2}r}}\right)\mathrm {d} t^{2}-\left(1+{\frac {2GM}{c^{2}r}}\right)\left(\mathrm {d} r^{2}+r^{2}\mathrm {d} \theta ^{2}+r^{2}\sin ^{2}\theta \mathrm {d} \phi ^{2}\right)+{\frac {4GJ}{c^{2}r}}\sin ^{2}\theta \mathrm {d} \phi \mathrm {d} t\\&=c^{2}\left(1-{\frac {2GM}{c^{2}r}}\right)\mathrm {d} t^{2}-\left(1+{\frac {2GM}{c^{2}r}}\right)\left(\mathrm {d} x^{2}+\mathrm {d} y^{2}+\mathrm {d} z^{2}\right)+{\frac {4GJ}{c^{2}r^{3}}}\left(x\mathrm {d} y-y\mathrm {d} x\right)\mathrm {d} t\end{aligned}}},
où :
- {\displaystyle r}, {\displaystyle \theta } et {\displaystyle \phi } sont les coordonnées sphériques polaires[26] ;
- {\displaystyle x}, {\displaystyle y} et {\displaystyle z} sont les coordonnées cartésiennes[27] reliées aux précédentes par[27] :

{\displaystyle x=r\sin \theta \cos \phi },
{\displaystyle y=r\sin \theta \sin \phi },
{\displaystyle z=r\cos \theta },
et avec :
{\displaystyle r={\sqrt {x^{2}+y^{2}+z^{2}}}}.
Avant de calculer l'effet Lense-Thirring, il faut trouver le champ gravitomagnétique (B). Le champ gravitomagnétique dans le plan équatorial d'une étoile en rotation est exprimé par :
{\displaystyle {\boldsymbol {B}}={\frac {3}{5}}R^{2}q{\Big (}{\boldsymbol {\omega }}\cdot {\boldsymbol {r}}{\frac {\boldsymbol {r}}{r^{5}}}-{\frac {1}{3}}{\frac {\boldsymbol {\omega }}{r^{3}}}{\Big )}.}
La vitesse angulaire ({\displaystyle {\omega }}) est donnée par :
{\displaystyle {\boldsymbol {\omega }}=-4\int {\frac {\rho {\boldsymbol {u}}\,dV}{r}}.}
ce qui donne[Quoi ?] :
{\displaystyle {\boldsymbol {B}}={\frac {12}{5}}R^{2}q{\Big (}{\boldsymbol {\omega }}\cdot {\boldsymbol {r}}{\frac {\boldsymbol {r}}{r^{5}}}-{\frac {1}{3}}{\frac {\boldsymbol {\omega }}{r^{3}}}{\Big )}.}
En ne tenant compte que de la composante perpendiculaire à la surface de la Terre, la première partie de l'équation s'annule, alors que {\displaystyle r} est égal à {\displaystyle R} et {\displaystyle \theta } est la latitude :
{\displaystyle {\boldsymbol {B}}={\frac {12}{5}}R^{2}q\left(-{\frac {1}{3}}{\frac {\boldsymbol {\omega }}{r^{3}}}\cos \theta \right).}
Ce qui donne :
{\displaystyle {\boldsymbol {B}}=-{\frac {4}{5}}{\frac {{\boldsymbol {\omega }}mR^{2}}{r^{3}}}\cos \theta .}
qui correspond au champ gravitomagnétique. Nous savons qu'il y a une forte relation entre la vitesse angulaire dans le système inertiel local ({\displaystyle {\boldsymbol {\Omega }}_{\text{LIF}}}) et le champ gravitomagnétique. Ainsi, la Terre introduit une précession sur tous les gyroscopes dans un système stationnaire entourant cette dernière. Cette précession se nomme la précession Lense-Thirring ({\displaystyle \Omega _{\text{LT}}}) et se calcule par :
{\displaystyle \Omega _{\text{LT}}=-{\frac {2}{5}}{\frac {Gm\omega }{c^{2}R}}\cos \theta .}
Ainsi, par exemple, pour une latitude correspondant à la ville de Nimègue, aux Pays-Bas, l'effet Lense-Thirring donne :
{\displaystyle \Omega _{\text{LT}}=-2.2\cdot 10^{-4}{\text{ arcseconde}}/{\text{jour}}.}
La précession relativiste totale sur la Terre est donnée par la somme de la précession de De Sitter et la précession Lense-Thirring. Ceci est donné par :
{\displaystyle \Omega _{\text{rel}}={\frac {3\pi Gm}{c^{2}r}}.}
À titre d'exemple, à ce taux, un pendule de Foucault devrait osciller environ 16000 ans avant de montrer une précession de 1 degré.

### Astrophysique
Une étoile en orbite autour d'un trou noir supermassif en rotation subit l'effet Lense-Thirring, causant une précession de sa ligne des nœuds orbitale de :
{\displaystyle {\frac {d\Omega }{dt}}={\frac {2GS}{c^{2}a^{3}(1-e^{2})^{3/2}}}={\frac {2G^{2}M^{2}\chi }{c^{3}a^{3}(1-e^{2})^{3/2}}}}
ou {\displaystyle a} et {\displaystyle e} sont le demi-grand axe et l'excentricité orbitale, {\displaystyle M} est la masse du trou noir et {\displaystyle \chi } est le paramètre de rotation non-dimensionnel (0<{\displaystyle \chi }<1). Certains chercheurs prévoient que l'effet Lense-Thirring des étoiles près du trou noir supermassif de la Voie lactée sera mesurable dans les prochaines années. 
Les étoiles en précession exercent à leur tour un moment de force sur le trou noir, causant ainsi une precession sur son axe de rotation à un taux de :
{\displaystyle {\frac {d{\boldsymbol {S}}}{dt}}={\frac {2G}{c^{2}}}\sum _{j}{\frac {{\boldsymbol {L}}_{j}\times {\boldsymbol {S}}}{a_{j}^{3}(1-e_{j}^{2})^{3/2}}}}
ou Lj est le moment angulaire de la je étoile et (aj,ej) sont le demi-grand axe et l'excentricité.
Un disque d'accrétion incliné autour d'un trou noir en rotation sera affecté par la précession Lense-Thirring à un taux donné par l'équation ci-dessus en posant {\displaystyle e=0} et en associant {\displaystyle a} avec le rayon du disque. Étant donné que le taux de précession varie avec la distance, le disque va « s'emballer » jusqu'à ce que la viscosité force le gaz sur un nouvel axe aligné avec l'axe de rotation du trou noir (l'effet Bardeen-Petterson).

#### Observation du phénomène
L'effet Lense-Thirring a été observé chez une naine blanche dans un système binaire avec le pulsar PSR J1141-6545.

#### Publication originale de Lense et Thirring
- [Lense et Thirring 1918] (de) Josef Lense et Hans Thirring, « Über den Einfluß der Eigenrotation der Zentralkörper auf die Bewegung der Planeten und Monde nach der Einsteinschen Gravitationstheorie » [« Sur l'influence de la rotation propre des corps centraux sur les mouvements des planètes et des lunes, selon la théorie de la gravitation d'Einstein »], Physikalische Zeitschrift, vol. 19,‎ 1918, p. 156-163 (Bibcode 1918PhyZ...19..156L).

#### Études
- [Herrera 2021] Luis Herrera, « Deconstructing frame-dragging » [« Déconstruction de l'entraînement des référentiels »], Universe, vol. 7, no 2,‎ février 2021, art. no 27, 18 p. (OCLC 8893786727, DOI 10.3390/universe7020027, Bibcode 2021Univ....7...27H, arXiv 2102.03552, résumé, lire en ligne  [PDF]).
- (en) Herbert Pfister, « On the history of the so-called Lense-Thirring effect », General Relativity and Gravitation, vol. 39, no 11,‎ novembre 2007, p. 1735-1748 (OCLC 4665019510, DOI 10.1007/s10714-007-0521-4, Bibcode 2007GReGr..39.1735P, résumé).
- (en) Herbert Pfister, « The history of the so-called Lense-Thirring effect, and of related effects », dans Ignazio Ciufolini et Richard A. Matzner (éd.), General relativity and John Archibald Wheeler, Dordrecht, Springer, coll. « Astrophysics and Space Science Library » (no 367), 2010, 1re éd., XIII-545 p., 24 cm (ISBN 978-90-481-3734-3 et 978-94-007-3256-8, EAN 9789048137343, OCLC 758343253, DOI 10.1007/978-90-481-3735-0, SUDOC 146967798), part. IV, chap. 7, p. 493-506 (OCLC 657509379, DOI 10.1007/978-90-481-3735-0_20, résumé).

#### Manuels d'enseignement supérieur
- [Hobson, Efstathiou et Lasenby 2009] Michael Hobson, George Efstathiou et Anthony Lasenby (trad. de l'anglais américain par Loïc Villain, révision scientifique de Richard Taillet), Relativité générale [« General relativity : an introduction for physicists »], Bruxelles, De Boeck Université, coll. « Physique », décembre 2009, 1re éd., XX-554 p., 21,6 × 27,5 cm (ISBN 978-2-8041-0126-8, EAN 9782804101268, OCLC 690272413, BNF 42142174, SUDOC 140535705, présentation en ligne, lire en ligne).
- [Thorne et Blandford 2021] Kip S. Thorne et Roger D. Blandford, Relativity and cosmology [« Relativité et cosmologie »], Princeton, Princeton University Press, coll. « Modern classical physics » (no 5), mai 2021, 1re éd., XXII p. et p. 1151-1544, 26 cm (ISBN 978-0-691-20739-1, EAN 9780691207391, OCLC 1259628386, SUDOC 256442894, présentation en ligne, lire en ligne).

#### Dictionnaires et encyclopédies
- [Taillet, Villain et Febvre 2018] Richard Taillet, Loïc Villain et Pascal Febvre, Dictionnaire de physique, Louvain-la-Neuve, De Boeck Supérieur, hors collection, janvier 2018, 4e éd. (1re éd. mai 2008), X-956 p., illustration(s) et figure(s), 24 cm (ISBN 978-2-8073-0744-5, EAN 9782807307445, OCLC 1022951339, SUDOC 224228161, présentation en ligne, lire en ligne), s.v.Lense-Thirring (effet), p. 426, col. 1-2.